# Kempen (Heinsberg)

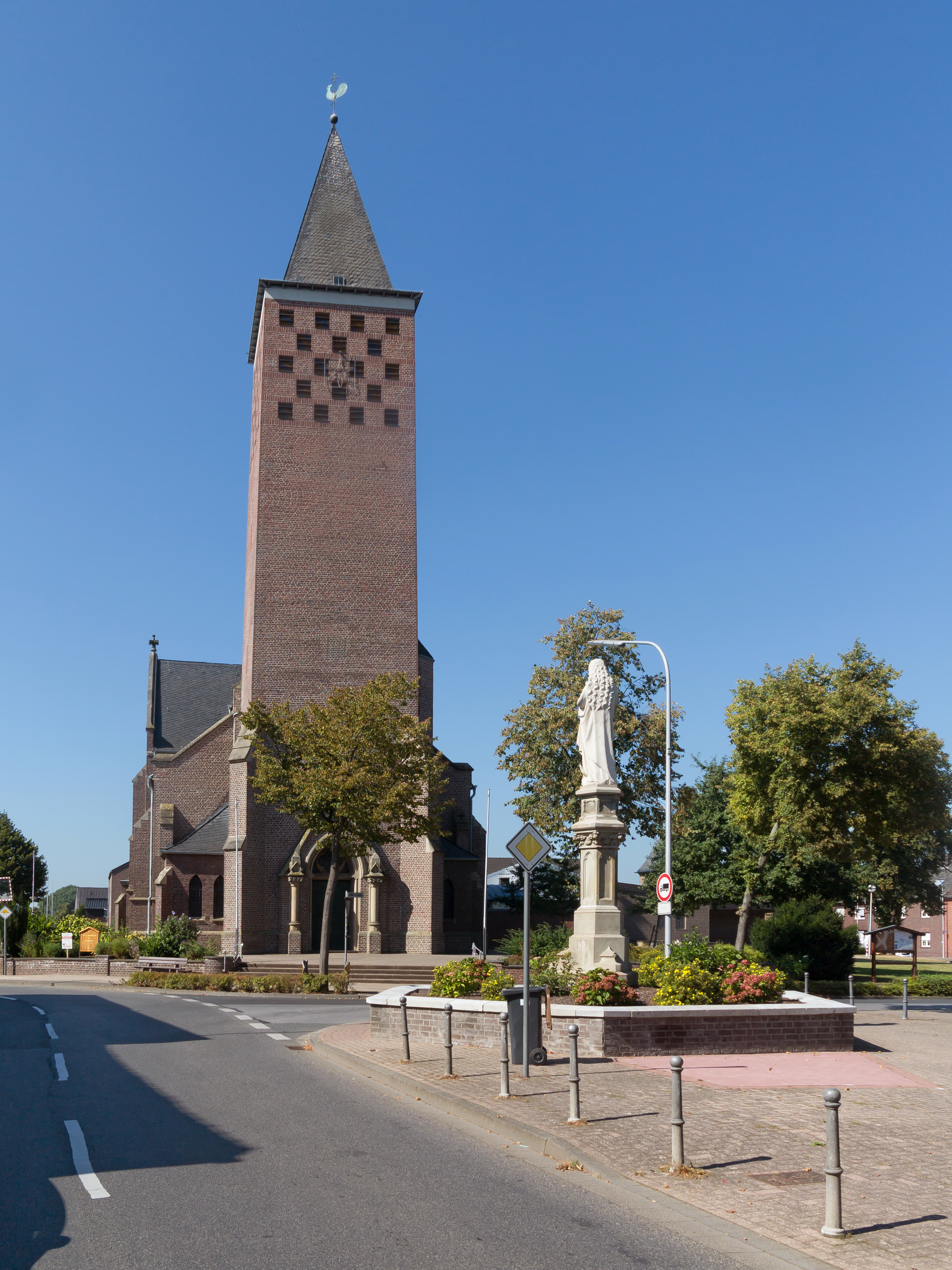
Kempen, kerk: Sankt Nikolaus Kirche

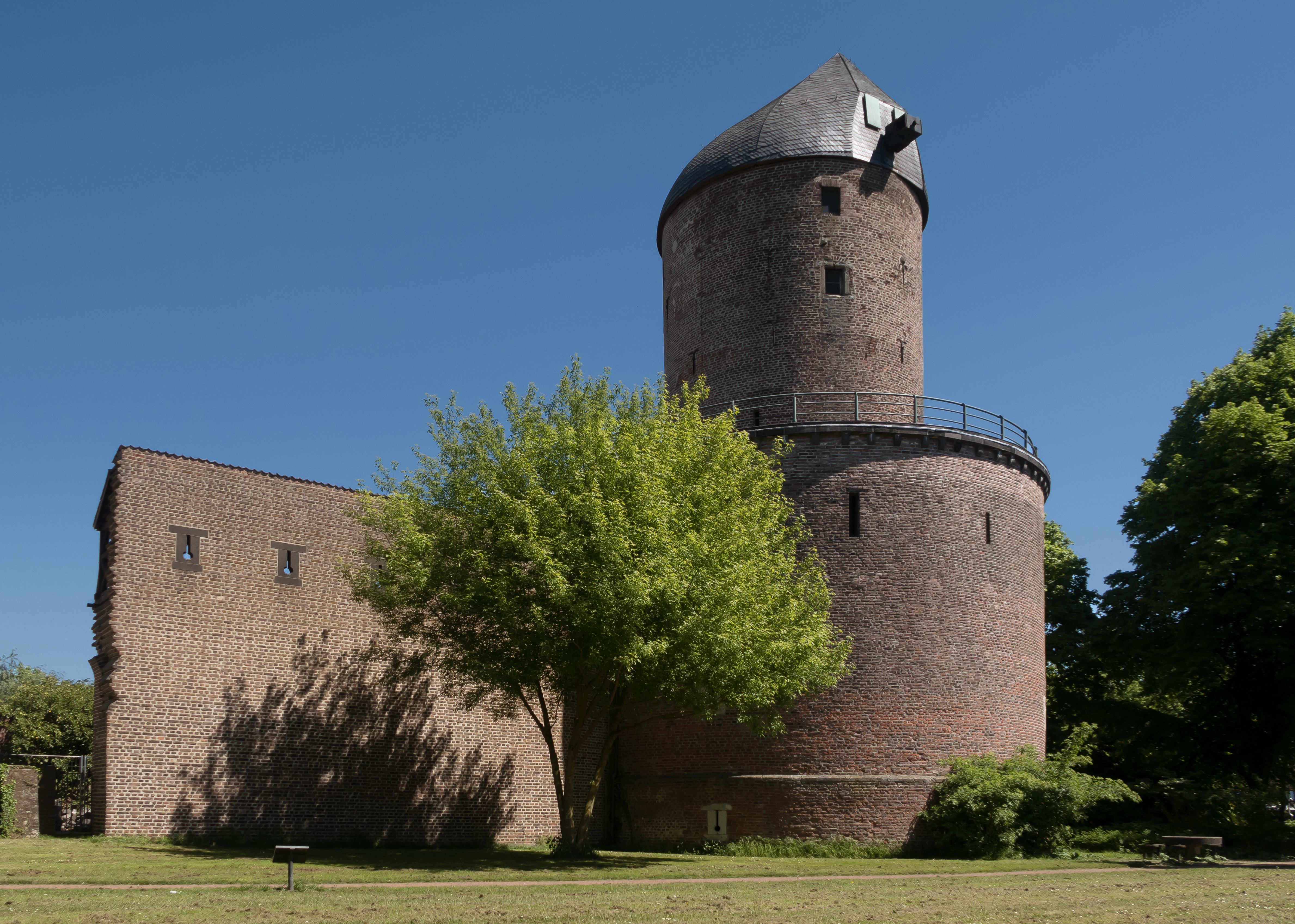
De Kempener Turmmühle op de voormalige stadsmuur

Kempen is een dorp in de gemeente Heinsberg.

## Bezienswaardigheden
- De Sint-Nicolaaskerk is een bakstenen neogotisch bouwwerk van 1900. De driebeukige pseudobasiliek kwam in plaats van een voorganger die, op het koor na, werd gesloopt in 1903. De Sint-Nicolaaskerk werd januari 1945 verwoest toen Duitse troepen de toren opbliezen. In 1950 werd de kerk hersteld en in 1960 werd een toren in modernere stijl gebouwd.
- Het gotisch koor van de oude kerk (Chörchen der alten Kirche) is van 1450 en na de sloop der kerk in 1903 bleef het behouden. In 1930 kwam er een oorlogsgedenkplaats in, en in 1945 werd het koor opnieuw verwoest om in 1957 herbouwd te worden. De glazen wand in de triomfboog is van 1975.
- De Kemper Mühle, een voormalige watermolen op de Junge Wurm (een smalle waterloop parallel aan de Worm).

## Natuur en landschap
Ten noordoosten van Kempen komt de Worm uit in de Roer. Kempen ligt in het dal van de Worm en Roer op een hoogte van 33 meter.

## Nabijgelegen kernen
Karken, Ophoven, Heinsberg